# 阿娘傳說
阿娘（韓語：아랑），是一個朝鮮王朝時代流行於慶尚南道密陽地區的民間傳說。
根據傳說，她是一個地方官的女兒。她的一個保姆與僕人合謀強姦她，但她反抗被僕人殺死。她的父親以為他的女兒與人私通因此辭官，以後每任使道上任她就作祟，因此沒人敢前往赴任。直到一位名李相山的地方官答應阿娘的鬼魂會為她報仇，並處死那強姦她的僕人，密陽此後不再鬼魂作祟。
這故事曾改編為電影和電視劇。